# Pedicularis globifera
Pedicularis globifera är en snyltrotsväxtart som beskrevs av Joseph Dalton Hooker. Pedicularis globifera ingår i släktet spiror, och familjen snyltrotsväxter. Inga underarter finns listade i Catalogue of Life.